# Esk (Forth)
Der Esk, schottisch-gälisch: Easg, auch River Esk, ist ein durch Midlothian und East Lothian fließender Fluss.

## Beschreibung
Der Fluss entsteht durch den Zusammenfluss von North Esk und South Esk nahe Dalkeith House rund 1,5 Kilometer nördlich der Ortschaft Dalkeith in Midlothian. Bereits nach wenigen Metern tritt er nach East Lothian über. Der Esk fließt für 6,3 Kilometer in vornehmlich nördlicher Richtung ab, bevor er in Musselburgh in den Firth of Forth mündet. Entlang seines Laufs durchfließt er die Ortschaft Inveresk.

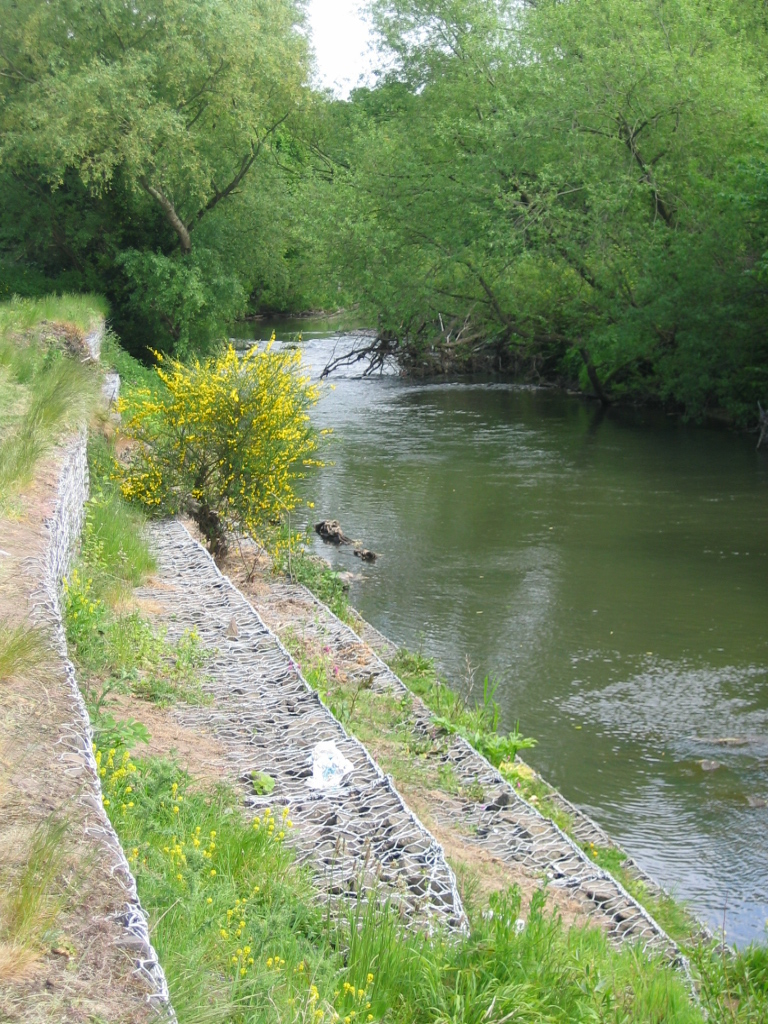
Ufererosion des Esk
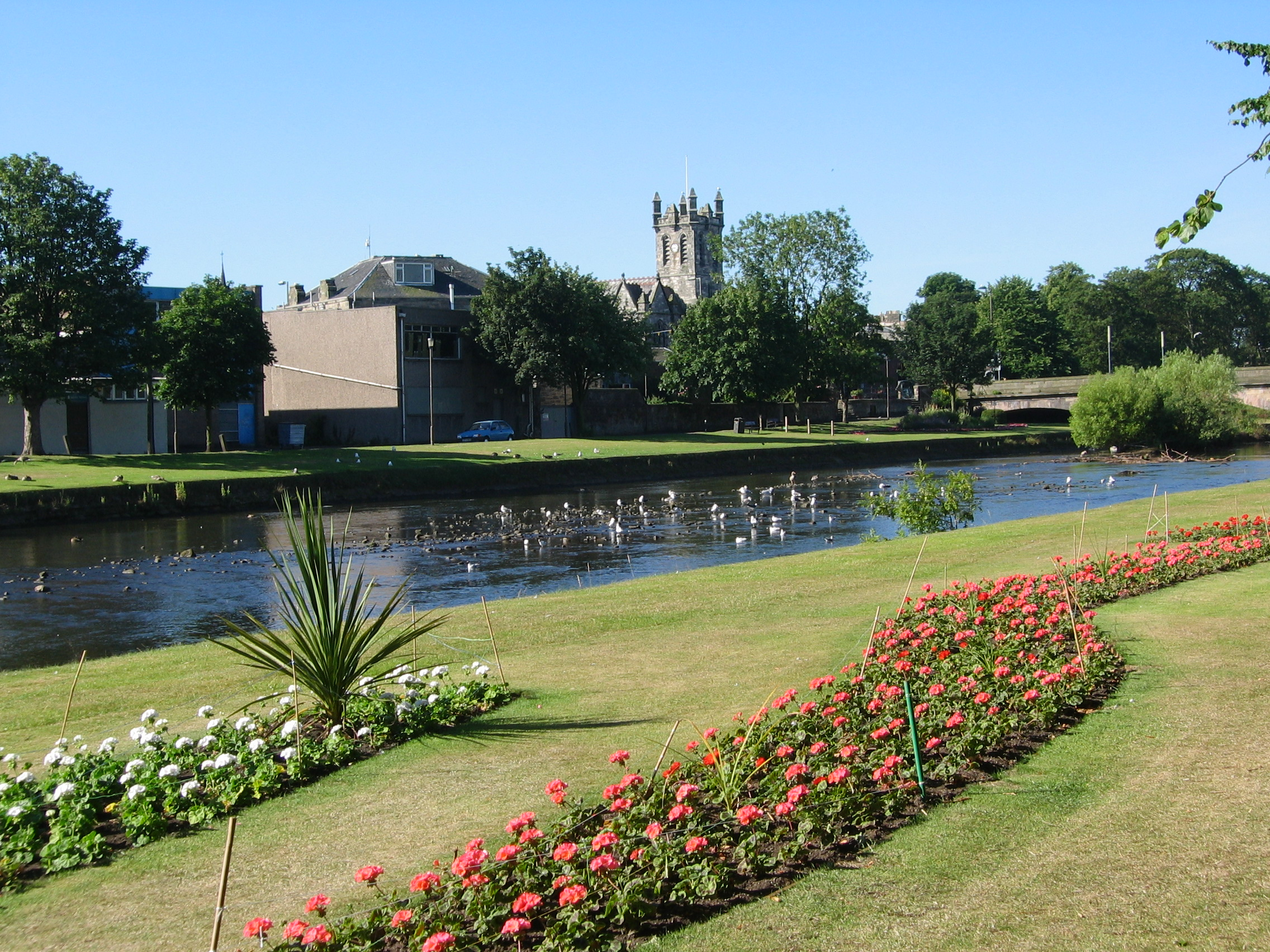
River Esk, Musselburgh
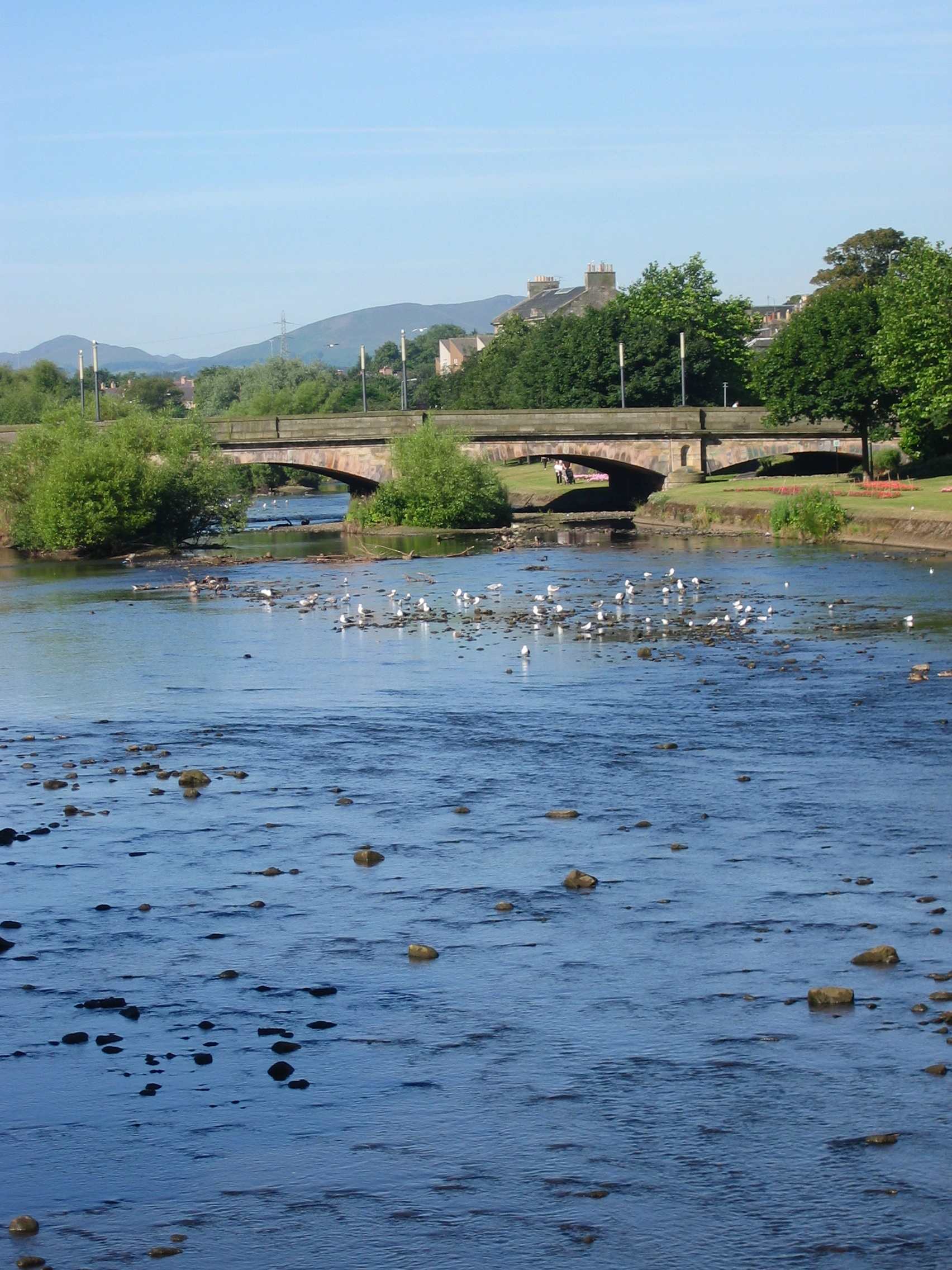
River Esk, Rennie’s Bridge

## Umgebung
Insbesondere zwischen seiner Entstehung und Inveresk finden sich zahlreiche Bodendenkmäler. Hierzu zählen drei prähistorische Grabensysteme, das gegenüber von Whitecraig auch mit einem Feldsystem verknüpft ist, ein Kreisgrabensystem und ein jungsteinzeitlicher Cursus. Im Zuge der römischen Besatzung Südschottlands befand sich im heutigen Inveresk am rechten Esk-Ufer ein ausgedehntes Römerlager, dessen Reste in sechs Abschnitte unterteilt denkmalgeschützt sind.
1547 fand an den Ufer des Esk die für die Schotten verheerende Schlacht bei Pinkie Cleugh statt, bei der die schottischen Truppen auf einer Brücke aus römischer Zeit über den Esk gelangten. Ein kurzes Stück östlich wurde 1745 die Schlacht bei Prestonpans zwischen Jakobiten und der britischen Krone geschlagen.

## Brücken
Trotz seines kurzen Laufs überspannen eine Vielzahl von Brücken den Esk. Ein kurzes Stück unterhalb seiner Entstehung führt die A68 (Darlington–Edinburgh) über den Esk. Es folgen die A1 (London–Edinburgh), die Brücke der East Coast Main Line. In Musselburgh queren die A6095 sowie, auf der denkmalgeschützten New Bridge, die A199 (Leith–Dunbar). In Musselburgh überspannen außerdem die Old Bridge und südlich von Whitecraig die Smeaton Bridge den Esk.